# Melanargia arge
Melanargia arge är en fjärilsart som beskrevs av Sulzer 1776. Melanargia arge ingår i släktet Melanargia och familjen praktfjärilar. IUCN kategoriserar arten globalt som livskraftig. Inga underarter finns listade i Catalogue of Life.

## Bildgalleri

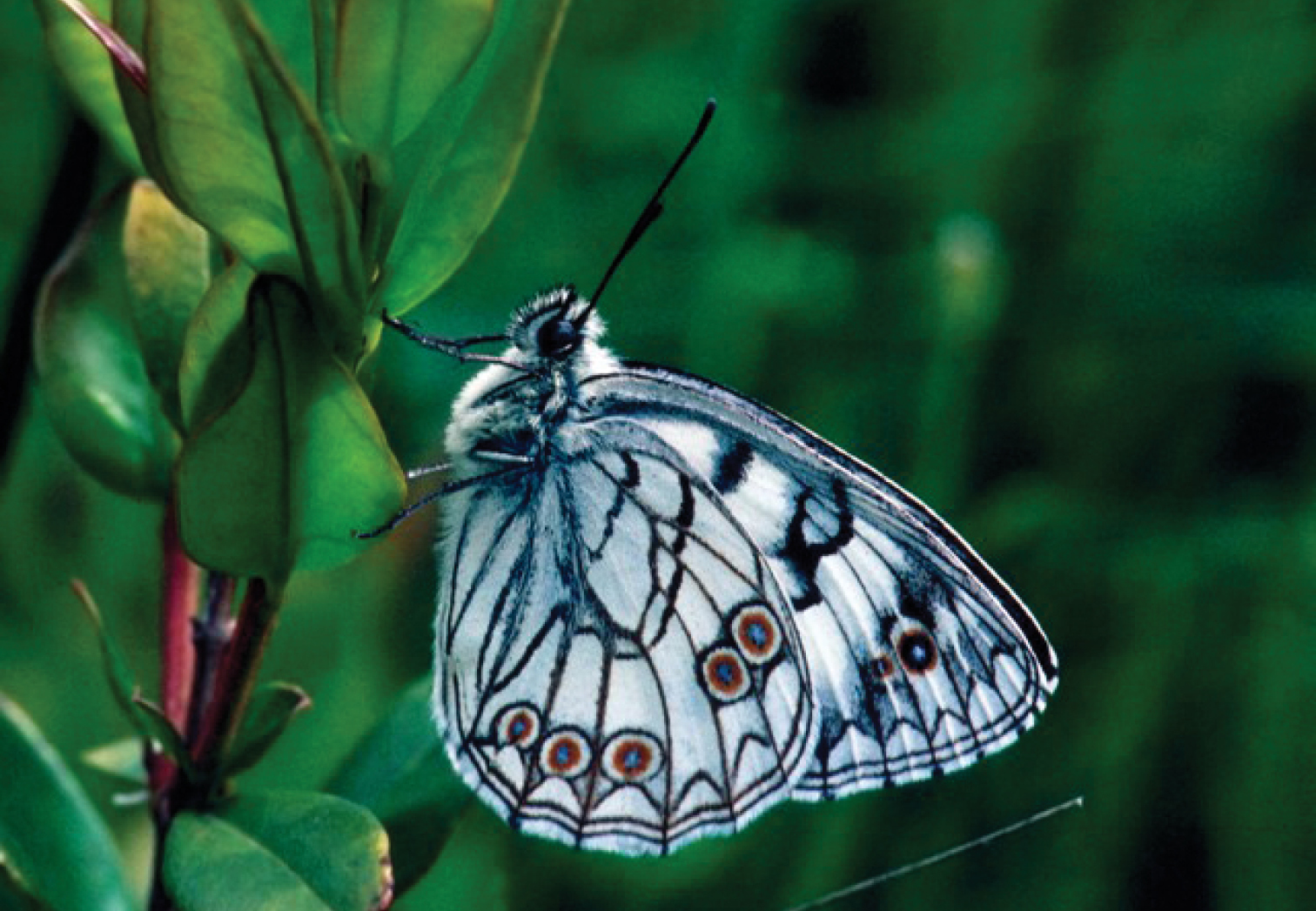